# Auburn (Alabama)
Auburn és una població dels Estats Units a l'estat d'Alabama. Segons el cens del 2008 tenia 56.088 habitants.

## Demografia
Segons el cens del 2000, Auburn tenia 42.987 habitants, 18.421 habitatges, i 7.239 famílies. La densitat de població era de 424,2 habitants/km².
Dels 18.421 habitatges en un 18,6% hi vivien nens de menys de 18 anys, en un 28,6% hi vivien parelles casades, en un 7,7% dones solteres, i en un 60,7% no eren unitats familiars. En el 36,8% dels habitatges hi vivien persones soles el 4,5% de les quals corresponia a persones de 65 anys o més que vivien soles. El nombre mitjà de persones vivint en cada habitatge era de 2,12 i el nombre mitjà de persones que vivien en cada família era de 2,93.
Per edats la població es repartia de la següent manera: un 15,4% tenia menys de 18 anys, un 44,6% entre 18 i 24, un 21,9% entre 25 i 44, un 11,7% de 45 a 60 i un 6,4% 65 anys o més.
L'edat mediana era de 23 anys. Per cada 100 dones hi havia 99,4 homes. Per cada 100 dones de 18 o més anys hi havia 99,9 homes.
La renda mediana per habitatge era de 17.206 $ i la renda mediana per família de 55.619 $. Els homes tenien una renda mediana de 41.012 $ mentre que les dones 26.209 $. La renda per capita de la població era de 16.431 $. Aproximadament el 14% de les famílies i el 38,1% de la població estaven per davall del llindar de pobresa.

## Personatges il·lustres
- Frederick Chapman Robbins (1916 - 2003) bacteriòleg, Premi Nobel de Medicina o fisiologia de l'any 1954.

## Poblacions properes
El següent diagrama mostra les poblacions més properes.